# Wojciech Rudy
Wojciech Rudy (* 24. října 1952, Katovice) je bývalý polský fotbalista, obránce a záložník. V roce 1979 byl vyhlášen polským fotbalistou roku. Po skončení aktivní kariéry působil jako ligový a mezinárodní fotbalový rozhodčí.

## Fotbalová kariéra
V polské nejvyšší soutěži hrál za Zagłębii Sosnowiec. Dále hrál 2 sezóny finskou ligu za tým KuPS Kuopio. Celkem v polské Ekstraklase nastoupil ve 275 utkáních a dal 13 gólů, ve finské lize nastoupil ve 32 utkáních a dal 7 gólů. Se Zagłębií Sosnowiec vyhrál dvakrát polský fotbalový pohár. V Poháru vítězů pohárů nastoupil ve 3 utkáních a v Poháru UEFA nastoupil v 1 utkání. Za reprezentaci Polska nastoupil v roce 1977-1980 ve 39 utkáních a dal 1 gól. Byl členem polské fotbalové reprezentace na Mistrovství světa ve fotbale 1978, nastoupil v 1 utkání. V roce 1976 byl členem stříbrného polského týmu na olympiádě, nastoupil v 1 utkání.

## Ligová bilance
| Ročník                        | Zápasy | Góly | Klub               |
| ----------------------------- | ------ | ---- | ------------------ |
| Ekstraklasa 1971/72           | 7      | 0    | Zagłębie Sosnowiec |
| Ekstraklasa 1972/73           | 17     | 1    | Zagłębie Sosnowiec |
| Ekstraklasa 1973/74           | 24     | 0    | Zagłębie Sosnowiec |
| Ekstraklasa 1974/75           | 21     | 2    | Zagłębie Sosnowiec |
| Ekstraklasa 1975/76           | 29     | 2    | Zagłębie Sosnowiec |
| Ekstraklasa 1976/77           | 25     | 0    | Zagłębie Sosnowiec |
| Ekstraklasa 1977/78           | 29     | 2    | Zagłębie Sosnowiec |
| Ekstraklasa 1978/79           | 29     | 1    | Zagłębie Sosnowiec |
| Ekstraklasa 1979/80           | 22     | 1    | Zagłębie Sosnowiec |
| Ekstraklasa 1981/81           | 30     | 2    | Zagłębie Sosnowiec |
| Ekstraklasa 1981/82           | 21     | 0    | Zagłębie Sosnowiec |
| Ekstraklasa 1982/83           | 18     | 2    | Zagłębie Sosnowiec |
| 1. finská fotbalová liga 1983 | 22     | 7    | KuPS Kuopio        |
| 1. finská fotbalová liga 1984 | 10     | 1    | KuPS Kuopio        |
| Ekstraklasa 1984/85           | 3      | 0    | Zagłębie Sosnowiec |
| CELKEM 1. liga                | 307    | 20   |                    |